# San Lorenzo (Puerto Rico)
San Lorenzo ist eine der 78 Gemeinden von Puerto Rico.
Sie liegt im Osten von Puerto Rico. Sie hatte 2019 eine Einwohnerzahl von 39.218 Personen.

## Geschichte
San Lorenzo wurde 1737 unter dem Namen San Miguel de Hato Grande von Valeriano Muñoz de Oneca aus Sevilla gegründet. Die ursprünglichen Siedler des damaligen Dorfes waren mehrere spanische Familien. Die Kirche wurde im Jahr 1811 errichtet.

## Gliederung
Die Gemeinde ist in 11 Barrios aufgeteilt:
1. Cayaguas
2. Cerro Gordo
3. Espino
4. Florida
5. Hato
6. Jagual
7. Quebrada
8. Quebrada Arenas
9. Quebrada Honda
10. Quemados
11. San Lorenzo barrio-pueblo

## Persönlichkeiten
- Antulio Parrilla-Bonilla (1919–1994), Ordensgeistlicher, Weihbischof in Caguas
- Yamil Borges (* 1958), Musicaldarstellerin, Sängerin und Schauspielerin